# Alberto Montaner Frutos
Alberto Montaner Frutos (Saragossa, 1963) Historiador aragonès. Llicenciat en Filologia Hispànica i Semítica, i Doctor en Semítica per la universitat de Saragossa i la universitat Complutense de Madrid. Director de l'Àrea d'Investigació i Edicions Periòdiques de la Institución Fernando el Católico i Secretari de redacció d'Emblemata: Revista Aragonesa de Emblemática.
Professor associat (1989-1996) i professor titular (des del 1996) de la Universitat de Saragossa. Professor convidat a la Universitat Pedagògica de Sant Petersburg (1990) i a la Universitat d'Oxford (1992). Visitant acadèmic al King's College de Londres (1992) i en el College of William and Mary, Williamsburg (Virgínia) (2000). Ha participat en diverses conferències i seminaris en diverses universitats i centres d'investigació. President de la Societat d'Estudis Medievals i Renaixentistes (Salamanca). Secretari científic de la Càtedra «Barón de Valdeolivos» d'Heràldica i Vexil·lologia.

## Obra
- El Cantar de Mio Cid y la transmisión de la épica medieval (vídeo y folleto, en colaboración con F. Rico) (Barcelona, 1993),
- El señal del rey de Aragón: Historia y significado (Institución «Fernando el Católico», 1995.
- El Señor San Jorge: Patrono de Aragón (en col. con F. Marco y Guillermo Redondo Veintemillas) (Zaragoza, 1999),
- Libro del conosçimiento de todos los rregnos ..., et de las señales et armas que han (en col. con M. J. y M. C. Lacarra, eds.) (Zaragoza, 1999),
- Prontuario de bibliografía: Pautas para la realización de descripciones, citas y repertorios (Gijón, 1999).
- Aragón en sus escudos y banderas (en col. con F. Marco y Guillermo Redondo Veintemillas) (Zaragoza, 2007)